# Hot Chocolate
A Hot Chocolate angol pop/soul/rhythm and blues együttes. Errol Brown énekes alapította, tagjai: Patrick Olive, Tony Connor, Harvey Hinsley, Steve Ansell, Andy Smith és Kennie Simon.
1968-ban alakultak meg West Hampstead-ben. Karrierjük csúcspontja az 1970-es és 80-as években volt. Leghíresebb számuk az 1975-ös You Sexy Thing, amely második helyezést ért el a brit slágerlistán, és harmadik helyezést az amerikai slágerlistán.
A Hot Chocolate név valószínű utalás az énekes bőrszínére, ugyanis fekete bőrrel rendelkezik. Az angol nyelvben a hot szó pedig szinonimája lehet a szexi, csábos szavaknak is.
Fennállásuk alatt kilenc nagylemezt dobtak piacra. Egészen a mai napig működnek, habár az évek alatt már feloszlottak. Először 1968-tól 1986-ig működtek, majd 1988-ban újból összeálltak egy kis időre. 1992 óta azonban megint együtt vannak. Errol Brown 2015-ben elhunyt, 71 éves korában.

## Diszkográfia
- Cicero Park (1974)
- Hot Chocolate (1975)
- Man to Man (1976)
- Every 1's a Winner (1978)
- Going Through the Motions (1979)
- Class (1980)
- Mystery (1982)
- Love Shot (1983)
- Strictly Dance (1993)